# Héctor Canteros
Héctor Miguel Canteros (Buenos Aires, Argentina, 15 de marzo de 1989) es un futbolista argentino que juega de mediocampista y su equipo actual es el Camioneros del Torneo Federal A.

## Trayectoria

### Vélez Sarsfield
Héctor llegó a las categorías básicas de Vélez Sarsfield con solo diez años. Comenzó su carrera como profesional debutando el 8 de febrero de 2009 por un empate 0-0 contra Independiente. En 2011, con la salida de Leandro Somoza, Canteros comenzó a actuar más en el equipo central de Vélez. Anotó su primer gol como profesional en la derrota por 3-2 ante Quilmes. Con el elenco fortinero se consagró campeón de los Clausuras 2009 y 2011.
En 2012 fue cedido al Villarreal de España. En 2013, regresó a Vélez Sarsfield después de completar una temporada en España. En su regreso al Fortín obtendría otro título: la Supercopa Argentina 2013 frente a Arsenal de Sarandí, en donde anotaría el único gol del encuentro que le permitiría a su equipo ganar la primera copa nacional de su historia. A mediados de 2014, Héctor Canteros sorprendió con su transferencia al CR Flamengo del Brasil, incluyendo a jugadores como Milton Casco y Diego González.

### Villarreal
En agosto del 2012 fue cedido por una temporada al Villarreal Club de Fútbol.

### Patronato
En enero del 2021 arribó a Patronato por medio del técnico Iván Raúl Delfino para disputar la temporada de la Primera División de Argentina del mismo año.

## Selección Argentina
Jugó su primer partido con la Selección Argentina de Fútbol frente a Brasil, partido que finalizó 0-0. Este fue el partido de ida del torneo Superclásico de las Américas de 2011. En el partido de vuelta, jugado en Brasil, Argentina cayó derrotada por 2-0.

## Clubes
| Club                     | País      | Año         | Partidos | Goles |
| ------------------------ | --------- | ----------- | -------- | ----- |
| Vélez Sarsfield          | Argentina | 2008 - 2012 | 74       | 4     |
| Villarreal (cedido)      | España    | 2012 - 2013 | 12       | 2     |
| Vélez Sarsfield          | Argentina | 2013 - 2014 | 43       | 4     |
| Flamengo                 | Brasil    | 2014 - 2016 | 88       | 5     |
| Vélez Sarsfield (cedido) | Argentina | 2016 - 2017 | 16       | 0     |
| Chapecoense (cedido)     | Brasil    | 2017 - 2018 | 38       | 3     |
| Ankaragücü               | Turquía   | 2019 - 2020 | 26       | 2     |
| Patronato                | Argentina | 2021        | 34       | 1     |
| Platense                 | Argentina | 2022        | 6        | 2     |

## Palmarés

### Campeonatos nacionales
| Título              | Club            | País      | Año    |
| ------------------- | --------------- | --------- | ------ |
| Primera División    | Vélez Sársfield | Argentina | C-2009 |
| Primera División    | Vélez Sársfield | Argentina | C-2011 |
| Supercopa Argentina | Vélez Sársfield | Argentina | 2013   |